# Liste der Gemeindeverbände im Département Charente-Maritime
Das Département Charente-Maritime liegt in der Region Nouvelle-Aquitaine in Frankreich. Es untergliedert sich in 13 Gemeindeverbände.
Siehe auch: Liste der Gemeinden im Département Charente-Maritime

## Gemeindeverbände

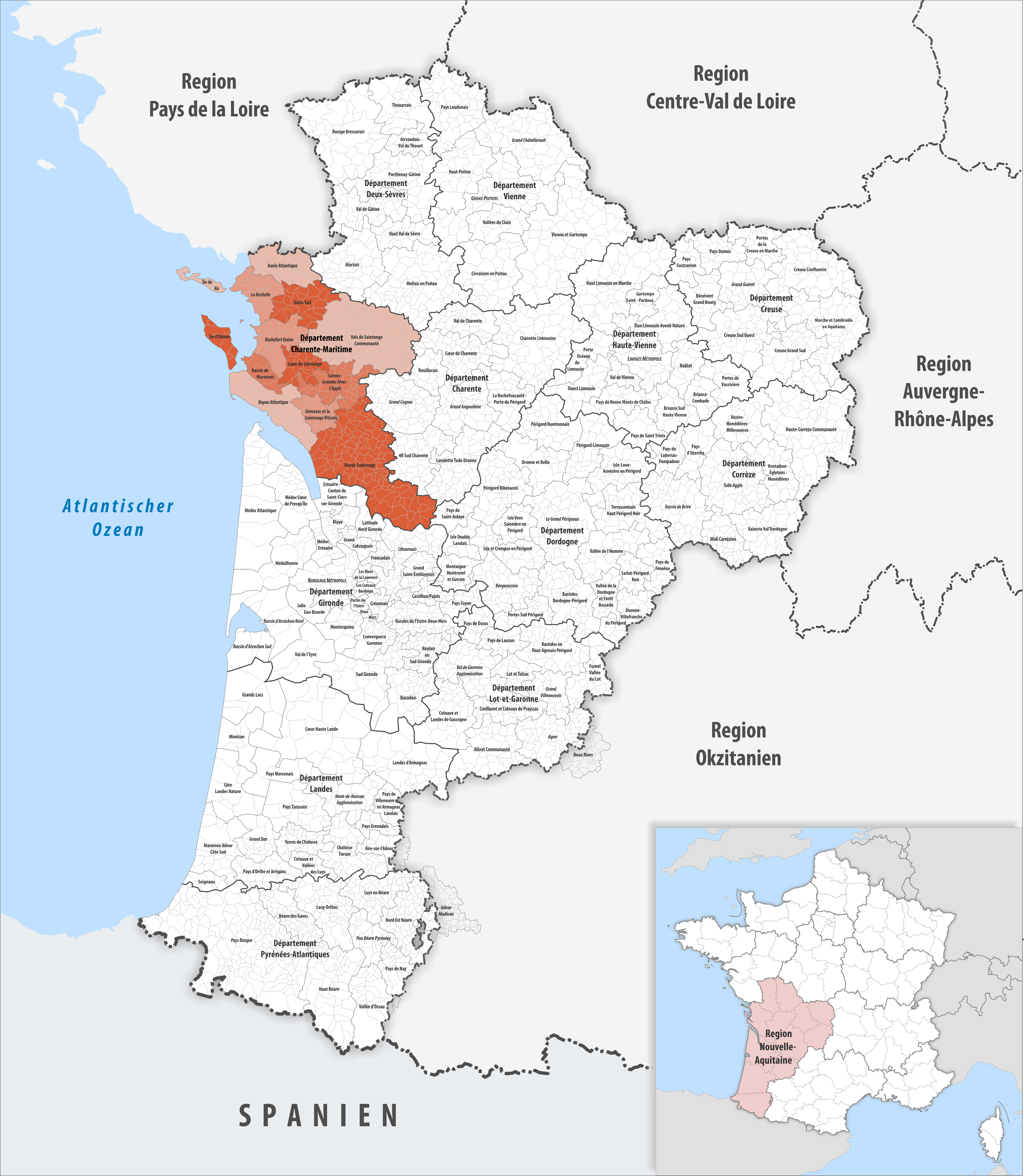
Gemeindeverbände im Département Charente-Maritime

| Gemeindeverband                   | Gemeinden im Départ./Verband | Einwohner 1. Januar 2022 | Fläche km² | Dichte Einw./km² | SIREN- Nummer | Rechtsform                 | Gründungsdatum    |
| --------------------------------- | ---------------------------- | ------------------------ | ---------- | ---------------- | ------------- | -------------------------- | ----------------- |
| Aunis Atlantique                  | 20/20                        | 32.371                   | 440,48     | 73               | 200 041 499   | Communauté de communes     | 1. Januar 2014    |
| Aunis Sud                         | 24/24                        | 33.181                   | 436,71     | 76               | 200 041 614   | Communauté de communes     | 1. Januar 2014    |
| Bassin de Marennes                | 6/6                          | 15.522                   | 181,91     | 85               | 241 700 699   | Communauté de communes     | 18. Dezember 1996 |
| Cœur de Saintonge                 | 18/18                        | 17.765                   | 271,76     | 65               | 241 700 517   | Communauté de communes     | 30. Dezember 1993 |
| Gémozac et la Saintonge Viticole  | 16/16                        | 14.806                   | 274,72     | 54               | 241 700 632   | Communauté de communes     | 26. Dezember 1995 |
| Haute-Saintonge                   | 129/129                      | 68.842                   | 1.740,05   | 40               | 200 041 523   | Communauté de communes     | 1. Januar 2014    |
| Île de Ré                         | 10/10                        | 17.891                   | 85,32      | 210              | 241 700 459   | Communauté de communes     | 30. Dezember 1993 |
| Île d’Oléron                      | 8/8                          | 22.518                   | 174,39     | 129              | 241 700 624   | Communauté de communes     | 26. Dezember 1995 |
| La Rochelle                       | 28/28                        | 181.057                  | 326,96     | 554              | 241 700 434   | Communauté d’agglomération | 24. Dezember 1999 |
| Rochefort Océan                   | 25/25                        | 64.956                   | 421,35     | 154              | 200 041 762   | Communauté d’agglomération | 1. Januar 2014    |
| Royan Atlantique                  | 33/33                        | 86.221                   | 603,92     | 143              | 241 700 640   | Communauté d’agglomération | 10. Dezember 2001 |
| Saintes - Grandes Rives - L’Agglo | 36/36                        | 60.600                   | 474,63     | 128              | 200 036 473   | Communauté d’agglomération | 28. Dezember 2012 |
| Vals de Saintonge Communauté      | 109/109                      | 52.430                   | 1.415,95   | 37               | 200 041 689   | Communauté de communes     | 1. Januar 2014    |